# Рубашкин, Самуил Яковлевич
Самуил Яковлевич Рубашкин (1906, Витебск — 1975) — советский сценарист, кинооператор и художник.

## Биография
Окончил ВГИК. Работал на Мосфильме (1927—1941, 1943—1948), Ленфильме. Позднее работал художником (выставка в 1975 году в Доме культуры ВДНХ в Москве). Произведения Рубашкина находятся в музейных коллекциях включая, Коллекция Нортона и Нэнси Додж, Музей Зиммерли при университете Ратгерс штата Нью Джерси (Нью Бранзуик, Нью Джерси, США) 

## Фильмография

### Оператор
- 1937 — Про журавля и лису, или случай в лесу[2]
- 1937 — Серебряный дождь[3]
- 1942 — Парень из нашего города
- 1943 — Жди меня
- 1948 — Карандаш на льду
- 1949 — Счастливый рейс
- 1955 — Хористка (к/м)
- 1956 — Игнотас вернулся домой
- 1957 — Жилец (к/м)
- 1957 — Его время придет (совместно с Искандером Тынышпаевым)
- 1958 — Последний дюйм
- 1958 — Его время придет
- 1959 — Неоплаченный долг
- 1960 — Мост перейти нельзя
- 1961 — Барьер неизвестности
- 1964 — Сказка о потерянном времени
- 1965 — Похождения зубного врача
- 1967 — Крепкий орешек
- 1970 — Один из нас
- 1973 — Товарищ генерал